# 一色義清 (安土桃山時代)
一色 義清（いっしき よしきよ）は、戦国時代から安土桃山時代にかけての武将。丹後一色家最後の当主とされるが、異説もある（後述）。

## 生涯
一色義幸の子で、一色義道の弟。丹後国丹波郡（中郡）の吉原城を領し、当初は吉原姓を名乗った。
天正10年（1582年）に、義道の子で一色氏当主の義定（義俊）が細川藤孝に謀殺されると、義清は弓木城に入って、一色氏の家督を継いだ。義清は細川軍と戦い、天正10年（1582年）9月、細川軍の本陣に斬り込みをかけて、下宮津の海辺で討死したという。
義清の死により、室町幕府における四職の一角である丹後守護家一色氏は滅亡したとされる。
丹後守護家は滅亡したが、別系に古河公方に仕えた幸手城主幸手一色家がある。この系統は幕臣・水戸藩士として存続した。
なお、義清の父とされる義幸や兄・義道は架空の人物といわれる。一色氏最後の当主はこの義清ではなく、永正年間（1504–1521年）の当主である一色義清の子と推測される左京大夫（義員か）であるともいう。